# سيزو كاتو
سيزو كاتو (加藤精三 كاتو سيزو)؛ (14 فبراير 1927 - 17 يناير 2014)، ممثل ياباني.

## وفاته
توفي من سرطان المثانة.

## أدواره في الأنمي

### مسلسلات أنمي تلفزيونية
- أوتلو ستار - هازانكو
- خيميائي الفولاذ FULLMETAL ALCHEMIST - كورنيلو
- نجم العمالقة - إيتّتسو هوشي
- قبضة نجم الشمال - باركوم
- جنود السايبورغ - دكتور غامو
- بلاك كات - ويلزارك
- تشودينجي ميشين فولتس فايف - دكتور هاماغوتشي
- شيغوروي - إيواموتو كوغان
- بليد - رئيس النبلاء
- وديع بائع الحليب - الجد صابر
- ترايجان - الكونت بوستوك

### أوفا أنمي
- هاجيمي نو إيبو Champion Road - دانكيتشي هاما

### أفلام أنمي
- ناروتو شيبودن: الفيلم - موريو

## أدواره في الدبلجة اليابانية
- المتحولون - ميغاترون, غالفاترون، ديفاستيتر
- المتحولون: الفيلم - ميغاترون، غالفاترون
- إكس-من - الإمبراطور دي'كين

## وصلات خارجية
- سيزو كاتو على موقع IMDb (الإنجليزية)
- سيزو كاتو على موقع قاعدة بيانات الفيلم (الإنجليزية)
- سيزو كاتو على موقع ANN person (الإنجليزية)